# Europejski Komisarz ds. dobrobytu i strategii przemysłowej

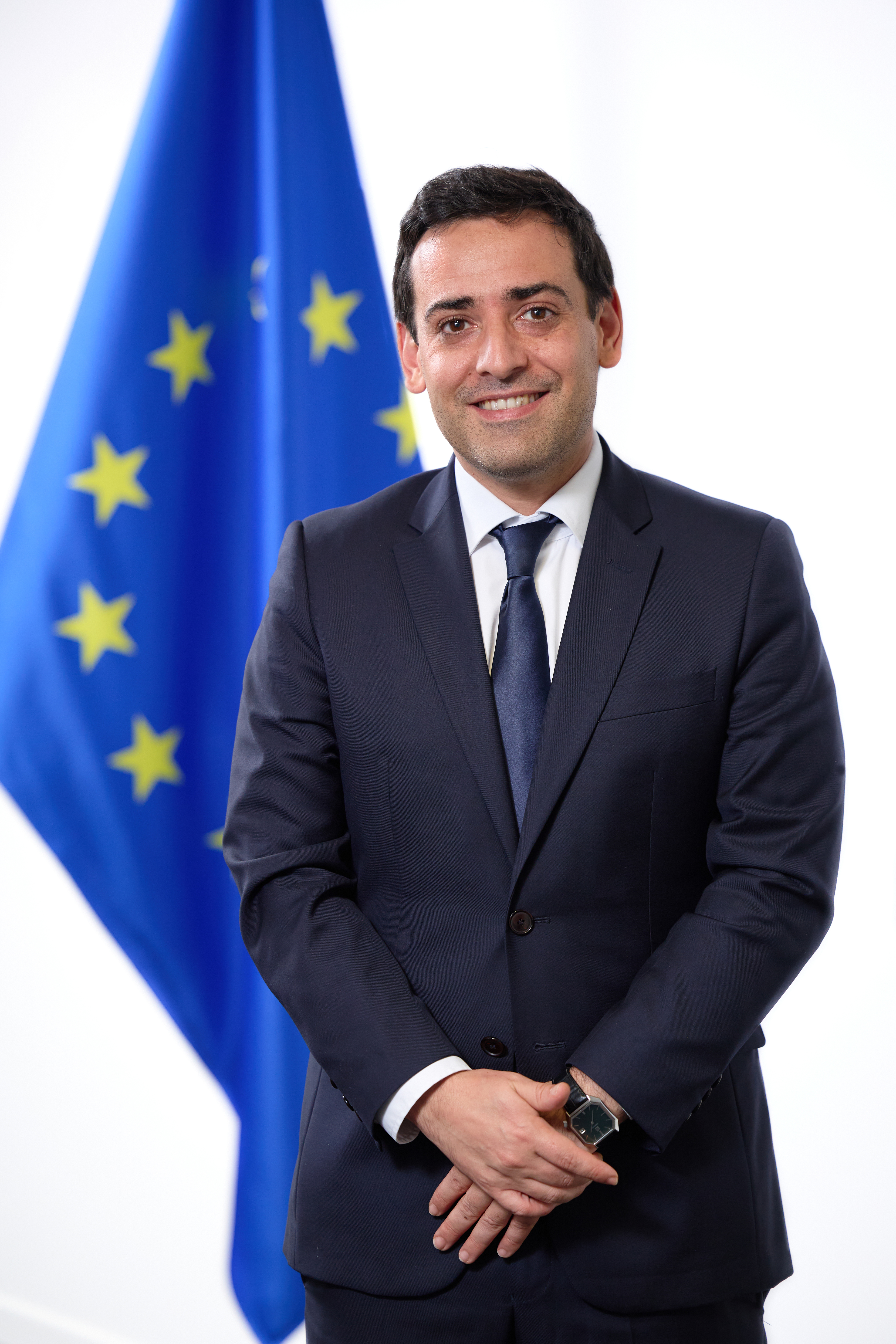
Wiceprzewodniczący wykonawczy Komisji Europejskiej ds. dobrobytu i strategii przemysłowej – Stéphane Séjourné

Europejski Komisarz ds. dobrobytu i strategii przemysłowej – członek Komisji Europejskiej. Stoi przed wyzwaniem kształtowania długoterminowej przyszłości Europy w kluczowych obszarach: bezpieczeństwa, dobrobytu, strategii przemysłowej oraz spójności społeczno-gospodarczej. Odpowiada za budowanie innowacyjnego, zrównoważonego i konkurencyjnego ekosystemu przemysłowego oraz wzmacnianie dobrobytu obywateli poprzez efektywne wykorzystanie jednolitego rynku i modernizację gospodarki. Jego działania muszą być osadzone w wizji unijnej transformacji klimatycznej, cyfrowej i technologicznej, uwzględniając globalne wyzwania, takie jak konkurencja międzynarodowa i bezpieczeństwo ekonomiczne. Obecnym komisarzem jest Stéphane Séjourné (w randze wiceprzewodniczącego wykonawczego).

## Powstanie stanowiska
Stanowisko zostało utworzone w odpowiedzi na konieczność sprostania kluczowym wyzwaniom, które mają bezpośredni wpływ na przyszłość gospodarki europejskiej oraz dobrobyt jej obywateli. Wynika to z rosnących oczekiwań społecznych i potrzeby zapewnienia, że Europa pozostanie konkurencyjna w obliczu globalnej niestabilności, dynamicznych zmian technologicznych oraz presji wynikającej z konieczności przeprowadzenia zielonej i cyfrowej transformacji. Komisarz odzwierciedla również potrzebę skoordynowanego działania na rzecz zwiększenia innowacyjności, produktywności oraz zdolności Europy do przewodzenia w sektorach i technologiach, które będą kształtować gospodarkę przyszłości. Jego zadaniem jest kształtowanie przemysłowej suwerenności Europy poprzez inwestycje w kluczowe sektory oraz wzmocnienie jej pozycji na globalnym rynku, jednocześnie przeciwdziałając zagrożeniom związanym z niesprawiedliwą konkurencją i ograniczeniem dostępu do rynków zagranicznych. Ma również na celu przyspieszenie działań na rzecz likwidacji barier w jednolitym rynku oraz stworzenie korzystnych warunków do inwestycji i wzrostu gospodarczego, które przełożą się na większy dobrobyt społeczeństw europejskich. Stanowisko zostało powołane, aby zapewnić, że strategia przemysłowa UE będzie wspierać nie tylko transformację gospodarczą, ale także bezpieczeństwo ekonomiczne i równowagę społeczną w długofalowej perspektywie.

## Zakres obowiązków
Wiceprzewodniczący wykonawczy Komisji Europejskiej ds. dobrobytu i strategii przemysłowej odpowiada za:
- przygotowanie i wdrożenie "Clean Industrial Deal", z naciskiem na dekarbonizację, czyste technologie i inwestycje przemysłowe,
- opracowanie "Industrial Decarbonisation Accelerator Act" wspierającego europejskie rynki czystych technologii, w szczególności w sektorach energochłonnych,
- utworzenie Europejskiego Funduszu Konkurencyjności, wspierającego innowacje i strategiczne technologie,
- rozwój nowych "Ważnych Projektów Wspólnego Europejskiego Interesu" (IPCEI) w kluczowych sektorach przemysłowych,
- rewizja dyrektyw o zamówieniach publicznych w celu zapewnienia bezpieczeństwa dostaw strategicznych technologii oraz produktów,
- opracowanie Strategii Jednolitego Rynku, koncentrującej się na usuwaniu barier w handlu transgranicznym oraz promocji dostępu do rynku dla MŚP,
- przyspieszenie wdrażania "Single Digital Gateway" jako platformy ułatwiającej procedury dla obywateli i firm na jednolitym rynku,
- utworzenie platformy ds. krytycznych surowców w celu wspierania wspólnych zakupów i zarządzania strategicznymi rezerwami,
- współpraca nad aktem dotyczącym gospodarki o obiegu zamkniętym, aby stworzyć popyt na surowce wtórne i jednolity rynek dla odpadów,
- realizacja nowych regulacji przemysłowych w zakresie biotechnologii, stali i metali oraz strategii chemicznej, w tym uproszczenie systemu REACH,
- przygotowanie i wdrożenie planu działań dla małych i średnich przedsiębiorstw, w tym propozycji "paszportu MŚP" i nowych kategorii małych średnich spółek,
- wzmocnienie ochrony własności intelektualnej oraz egzekwowanie regulacji o zagranicznych subsydiach,
- przygotowanie aktów prawnych w celu uproszczenia regulacji, redukcji obciążeń administracyjnych oraz usuwania barier na rynku wewnętrznym,
- wspieranie inwestycji publicznych i prywatnych w badania, rozwój oraz innowacje poprzez inicjatywy takie jak InvestEU i programy z Europejskim Bankiem Inwestycyjnym,
- współpraca z innymi komisarzami nad koordynacją polityki klimatycznej, handlowej oraz przemysłowej, z uwzględnieniem strategicznych raportów i analiz.

## Lista komisarzy
|    | Komisarz                 | Lata      | Komisja          |
| -- | ------------------------ | --------- | ---------------- |
| 1  | Guido Colonna di Paliano | 1967–1970 | Rey              |
| 2  | Altiero Spinelli         | 1970–1977 | Malfatti         |
| 2  | Altiero Spinelli         | 1970–1977 | Mansholt         |
| 2  | Altiero Spinelli         | 1970–1977 | Ortoli           |
| 3  | Étienne Davignon         | 1977–1985 | Jenkins          |
| 3  | Étienne Davignon         | 1977–1985 | Thorn            |
| 4  | Karl-Heinz Narjes        | 1985–1989 | Delors I         |
| 5  | Martin Bangemann         | 1989–1999 | Delors II        |
| 5  | Martin Bangemann         | 1989–1999 | Delors III       |
| 5  | Martin Bangemann         | 1989–1999 | Santer           |
| 6  | Erkki Liikanen           | 1999–2004 | Prodi            |
| 7  | Olli Rehn                | 2004      | Prodi            |
| 8  | Günter Verheugen         | 2004-2010 | Barroso I        |
| 9  | Antonio Tajani           | 2010–2014 | Barroso II       |
| 10 | Ferdinando Nelli Feroci  | 2014      | Barroso II       |
| 11 | Elżbieta Bieńkowska      | 2014–2019 | Juncker          |
| 12 | Thierry Breton           | 2019–2024 | von der Leyen I  |
| 13 | Stéphane Séjourné        | od 2024   | von der Leyen II |